# Chinelo Okparanta

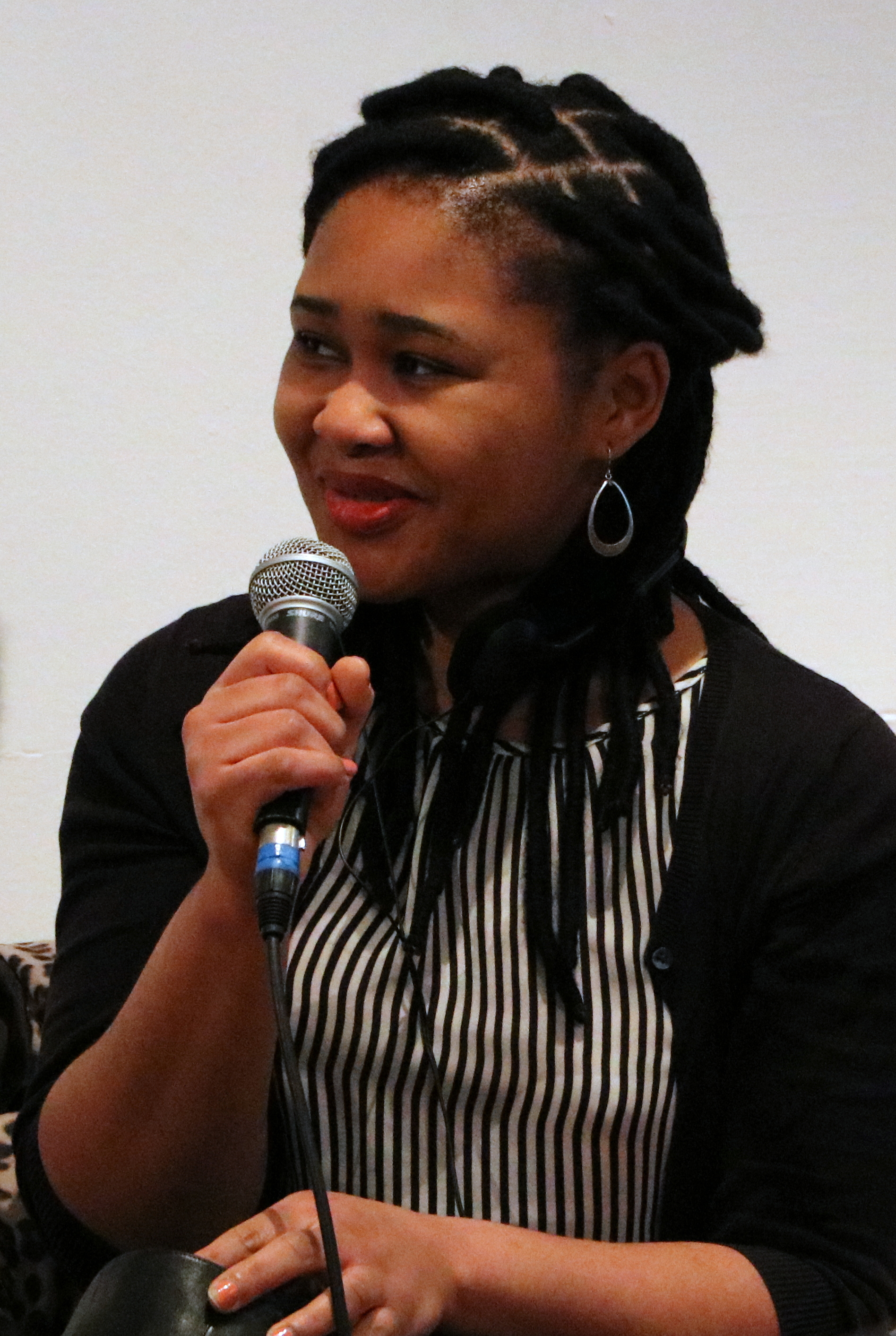
Chinelo Okparanta

Chinelo Okparanta (* 1981 in Port Harcourt, Nigeria) ist eine nigerianisch-amerikanische Schriftstellerin.

## Leben
Okparanta wuchs in Nigeria auf und emigrierte im Alter von 10 Jahren mit ihrer Familie in die USA.
Nachdem sie die Schule beendet hatte, erwarb sie einen Bachelor-Abschluss an der Pennsylvania State University und einen Master-Abschluss an der Rutgers University in New Jersey. Im Anschluss studierte sie Kreatives Schreiben im Iowa Writers’ Workshop und erhielt darin einen weiteren Master-Abschluss. In den Folgejahren war sie als Fellow an verschiedenen Hochschulen tätig, darunter der Colgate University in New York, der University of Iowa, der Howard University in Washington D. C. und der University of Houston. Zudem übernahm sie diverse Lehraufträge, u. a. in Hamilton, New York, West Lafayette und Indiana. Aktuell ist sie Associate Professor (außerordentliche Professorin) für Englisch und Kreatives Schreiben an der Bucknell University in Lewisburg.
2013 veröffentlichte sie ihr erstes Buch, den Kurzgeschichtenband Happiness, Like Water. Das Werk erhielt positive Kritiken und wurde u. a. mit dem Lambda Literary Award 2014 ausgezeichnet. 2015 folgte ihr erster Roman, Unter den Udala Bäumen, der große internationale Aufmerksamkeit erregte. Der Bildungsroman, der eine lesbische Liebesgeschichte vor dem Hintergrund des Biafra-Krieges schildert, wurde mehrfach ausgezeichnet.  Darüber hinaus hat Okparanta viele Essays und Kurzgeschichten veröffentlicht, u. a. in The New Yorker, Tin House und AGNI.
2018 war sie Jurorin beim National Book Award.
2019 wurde Okparanta in die Anthologie New Daughters of Africa von Margaret Busby aufgenommen.

## Werke
- Happiness, like Water, Mariner Books, Boston 2013, ISBN 0-544-00345-4.
- Unter den Udala Bäumen, (Originaltitel: Under the Udala Trees), Verlag das Wunderhorn, 2018, ISBN 978-3-88423-592-8.
- Harry Sylvester Bird. Mariner, Boston 2022, ISBN 978-0-358-61727-3.

## Auszeichnungen und Nominierungen (Auswahl)
Auszeichnungen
- 2012 Ernennung als eine von Grantas sechs „New Voices“ des Jahres[2]
- 2013 Nennung in der Liste des Guardian „Best African Fiction“ des Jahres[2]
- 2014 O. Henry Prize[1]
- 2014 und 2016 Lambda Literary Award (für beste lesbische Belletristik)[5]
- 2016 Jessie Redmon Fauset Book Award in Fiction[2]
- 2016 Inaugural Betty Berzon Emerging Writer Award[2]
- 2017 Ernennung als eine von Grantas „Best Young American Novelists“[2]

Nominierungen
- 2013 Nigerian Writer’s Award[2]
- 2013 Frank O’Connor International Short Story Award[2]
- 2013 Caine Prize for African Writing[2]
- 2014 New York Public Library Young Lions Fiction Award[2]
- 2016 Zora Neale Hurston/Richard Wright Legacy Award[2]
- 2016 NAACP Image Award in Fiction[2]
- 2017 International DUBLIN Award[2]